# Odontites kaliformis
Odontites kaliformis är en snyltrotsväxtart som först beskrevs av Pierre André Pourret de Figeac, och fick sitt nu gällande namn av Carlos Pau. Odontites kaliformis ingår i släktet rödtoppor, och familjen snyltrotsväxter. Inga underarter finns listade i Catalogue of Life.